# Nick.com
Nick.com é um site de propriedade e desenvolvido pela Nickelodeon. O site serviu anteriormente como um portal online para conteúdo da Nickelodeon e ofereceu jogos online, streaming de vídeo, streaming de rádio e sites individuais para cada programa que transmite. Agora, ele promove o aplicativo móvel Nick. Nick.com recebeu reações críticas positivas e vários prêmios, incluindo um Webby em 2003. Elogios positivos também foram recebidos por causa das medidas tomadas pelo site para proteger a privacidade do usuário. Visitas ao domínio fora dos Estados Unidos são redirecionadas para YTV no Canadá, Nick.de (a versão alemã do site) na Alemanha ou para o site da rede doméstica da nação ou região do IP visitante devido a problemas de licenciamento de programação entre territórios.

## História
A Nickelodeon lançou seu primeiro componente online como parte do canal America Online Kids Only em outubro de 1995. Em poucos anos, um site regular da World Wide Web entrou no ar e se tornou uma forte ferramenta promocional para a Nickelodeon. A popularidade do site cresceu e em março de 1999, o Nick.com se tornou o site mais bem avaliado para crianças de seis a catorze anos. A Nickelodeon usou o site em conjunto com programas de televisão, o que aumentou o tráfego. O Nick.com também manteve um alto nível de respeito pela privacidade do usuário durante o crescimento do site. Antes de 2000, o design do Nick.com era principalmente imagens e mapas de imagens permitindo a navegação pelo site. Então, em junho de 2000, o site foi expandido e redesenhado com botões e anúncios animados em Flash. O design do Nick.com mudou repetidamente desde então, com o design atual do site fazendo uso de barras laterais, banners da web e Adobe Flash. Em janeiro de 2000, os desenvolvedores começaram a discutir a expansão do Nick.com para torná-lo um site ainda mais desejável para as crianças visitarem. Mike Skagerlind, o gerente-geral do site na época, disse: "Mas sentimos fortemente que poderia ser muito mais. Basicamente, queríamos que fosse o principal lugar para as crianças irem na Web." Em 4 de junho de 2000, o redesenho do site começou. A interface foi reformulada e para torná-la mais atraente para as crianças, o desenvolvimento mais significativo foi o uso do Flash para gráficos animados e botões. Em 28 de setembro de 2009, a Nickelodeon reformulou o site com a instituição do novo logotipo. Em julho de 2014, a Nickelodeon redesenhou completamente o site para corresponder ao aplicativo Nickelodeon. Isso não afetou os sites de seus canais irmãos. Para cumprir melhor com a COPPA , a Nickelodeon removeu a capacidade de criar uma conta em 31 de março de 2016. Os fóruns de mensagens foram fechados no mesmo dia. Em dezembro de 2018, o acesso via computador desktop à maioria das seções do site tornou-se limitado, já que os links para assistir episódios e jogar jogos no site atualmente redirecionam para uma página solicitando que os espectadores baixem os aplicativos móveis e tablets da rede para acesso a jogos e programação. Em dezembro de 2018, o Nick.com não faz mais jogos online. Isso provavelmente se deve às mudanças do Google Chrome que tornaram o acesso ao Adobe Flash (no qual o site foi construído por anos) difícil ou inexistente em linha com a eliminação gradual do Flash durante o final de 2020, exigindo uma reconstrução em larga escala do site para desktop que não pode ser feito nos bastidores. É possível que o acesso à programação e aos jogos para visitantes de desktop possa ser restaurado em algum momento no futuro próximo, com todos os elementos tendo compatibilidade total com os padrões HTML5 . A produção e distribuição de jogos online da Nickelodeon continuaram internacionalmente até 2021. Em setembro de 2022, o último jogo da Nickelodeon conhecido foi intitulado 'The Great Nickelodeon Escape'. Em 17 de dezembro de 2020, a possibilidade de assistir episódios completos no Nick.com foi trazida de volta, embora isso seja exclusivo para assinantes de TV paga dos EUA, e seja necessário fazer login no provedor de TV para assistir. Em 31 de agosto de 2022, a Nickelodeon trouxe de volta o acesso aos jogos online no Nick.com após quase quatro anos, substituindo todos os anúncios de aplicativos móveis na seção de jogos do site.  Em 4 de setembro de 2022, havia atualmente dez jogos disponíveis no Nick.com, incluindo 'Nickelodeon Lanes',  um jogo de boliche feito em 2021, mas que nunca foi lançado oficialmente nos EUA até essa mudança no site. O site foi remodelado em 2023 com um visual atualizado e a nova mudança de logotipo de 2023. Em 2024, o Nickjr.com foi fechado para uma remodelação do site principal do Nick.com, com Nick Jr. se tornando uma seção do Nick.com.

## Downloads
Papéis de parede, fotos e músicas podem ser encontrados facilmente na área de downloads do site.

## Games
Os games do site são variados, entre eles o mais popular é o do desenho Avatar: The Last Airbender que está presente no site desde 2007.